# Ellipsoid quy chiếu

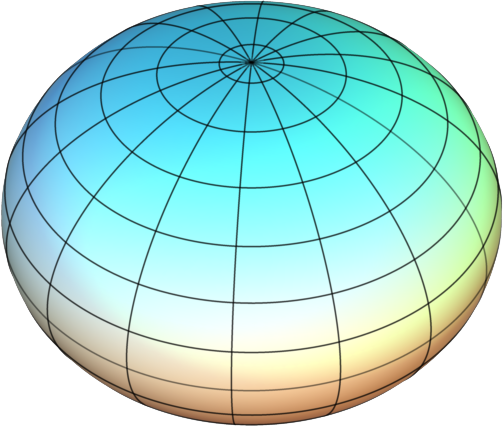
Phỏng cầu dẹt

Trong trắc địa, một ellipsoid quy chiếu là ellipsoid toán học có bề mặt lập từ xấp xỉ với bề mặt geoid, là bề mặt hình dạng thực của Trái Đất. Định nghĩa này cũng được áp dụng cho các thiên thể khác.
Do hình dạng tương đối đơn giản của chúng, các ellipsoid quy chiếu được sử dụng làm bề mặt tham chiếu trong việc lập mạng lưới trắc địa và tính toán toạ độ các điểm gồm kinh độ, vĩ độ và cao độ.

## Các tham số ellipsoid Trái Đất
Trái Đất có độ dẹt và từng được gọi là phỏng cầu dẹt (oblate spheroid). Tuy nhiên trong thực dụng chỉ dùng đến thuật ngữ ellipsoid.
Độ dẹt f là mức độ bán kính địa cực b ngắn hơn bán kính xích đạo a:
{\displaystyle {\begin{aligned}f&={\frac {a-b}{a}}.\end{aligned}}}
Trái Đất có độ dẹt f cỡ 1/300, tương ứng với khác nhau giữa bán trục chính và phụ là chừng 21 km.
Theo hệ WGS84 (World Geodetic System 1984) sử dụng mô hình geoid EGM96 hiệu đính năm 2004, thì bán kính tại xích đạo a = 6378137 m, tại địa cực b = 6356752.3142 m, độ dẹt f = 1/298.257223563.

## Tọa độ
Sử dụng chính của ellipsoid quy chiếu là để tạo cơ sở cho hệ tọa độ gồm vĩ độ (bắc / nam), kinh độ (đông / tây), và cao độ (chiều cao). Với mục đích này, cần thiết phải xác định một kinh tuyến số không hay kinh tuyến gốc, trên Trái Đất gọi là Prime Meridian.
Đối với hành tinh khác thì chọn một đối tượng có ý nghĩa nào đó làm vị trí kinh tuyến gốc. Chẳng hạn trên Sao Hỏa (Mars) đã chọn là kinh tuyến đi qua miệng núi lửa Airy-0. Tuy nhiên vẫn có thể có nhiều hệ tọa độ được lập ra theo một ellipsoid quy chiếu của một hành tinh.
Kinh độ đo góc quay giữa kinh tuyến gốc và các điểm đo. Theo quy ước cho Trái Đất, Mặt trăng và Mặt trời, kinh tuyến được tính bằng độ (degree) ký hiệu (°), và biến đổi từ -180° đến +180°. Đối với các hành tinh khác có khi sử dụng dải từ 0° đến 360°.
Số đo vĩ độ cũng được tính bằng độ, được quy ước với vĩ độ 0° là đường xích đạo, và được biểu diễn theo góc từ -90° đến +90°. Vĩ độ trắc địa xác định bằng góc giữa mặt phẳng xích đạo với đường pháp tuyến của mặt ellipsoid quy chiếu. Do có độ dẹt của Trái Đất, nó có thể hơi khác với vĩ độ địa lý địa tâm (geocentric).
Đối với các hành tinh, các định nghĩa trên được dùng với ý nghĩa hành tinh, là trắc địa hành tinh (planetographic) và hành tinh tâm (planetocentric).

## Các ellipsoid quy chiếu lịch sử của Trái Đất
Do cách xấp xỉ với geoid, cách làm trơn geoid để bỏ qua tiểu tiết, và chọn điểm mốc kinh tuyến gốc khác nhau, nên có nhiều mẫu quy chiếu.
Hiện nay ellipsoid quy chiếu được sử dụng phổ biến nhất, và đang sử dụng trong hệ thống định vị toàn cầu GPS, là ellipsoid quy chiếu hệ địa tâm (geocentric) quy định trong WGS 84.
Một số ellipsoid quy chiếu truyền thống hoặc Datum trắc địa chỉ xác định cho một khu vực và do đó là phi địa tâm, ví dụ hệ ED50.

## Ellipsoid quy chiếu cho các thiên thể
Ellipsoid quy chiếu cần thiết cho lập bản đồ trắc địa của các thiên thể khác, bao gồm các hành tinh, vệ tinh của nó, các tiểu hành tinh và nhân sao chổi. Một số thiên thể được quan sát tốt như Mặt trăng, sao Hỏa hiện nay đã có ellipsoid quy chiếu khá chính xác.
Các hành tinh có bề mặt vật lý rắn hoặc lỏng thì ellipsoid quy chiếu được chọn là trung bình bề mặt này, không tính khí quyển. Sao Hỏa thực sự có hình dạng quả trứng, bán kính phía cực bắc và cực nam khác nhau khoảng 6 km.
Đối với các hành tinh khí thì phải chọn bề mặt hiệu dụng cho ellipsoid quy chiếu. Tại Sao Mộc (Jupiter) chọn là ranh giới đẳng áp suất 1 bar. Vì không có đối tượng quan sát được thường trực, kinh tuyến gốc được chọn theo quy tắc toán học.